# ژاله صادقیان
ژاله صادقیان (زاده ۱۳۴۴، بابل) از گویندگان باسابقه رادیو و تلویزیون است که در سال‌های اخیر با رادیو همکاری نداشته است و بیشتر در برنامه‌های شعر خوانی و ادبی تلویزیون و همچنین نریتوری تیزرهای رادیو و تلویزیونی فعّالیّت دارد.

## پیشینه
ژاله صادقیان اولین بار گویندگی را در سال ۱۳۴۹ و در ۵ سالگی در رادیو سراسری و در برنامه خردسالان که تهیه‌کننده و گرداننده‌ی آن هما احسان بود، تجربه کرد. پس از ۸ سال حضور در رادیو در سال ۵۷ هم‌زمان با وقوع انقلاب از رادیو خارج شد و در سال ۱۳۶۷ پس از فارغ‌التحصیلی در رشته‌ی ارتباطات از دانشگاه علامه طباطبائی دوباره به رادیو بازگشت و فعالیت خود را با برنامه «جنگ جوان» از سر گرفت. در نخستین اجرای نمایشی خود در نمایش‌نامه‌ای نقش پروین اعتصامی را از خردسالی تا زمان مرگ اجرا کرد.

## برنامه‌ها
اولین اجرای تلویزیونی وی برنامه‌ای تحت عنوان «گلپونه‌ها»، با مضمون شعر و موسیقی بود. او در سال ۱۳۸۳ با ترک رادیو و آغاز فعّالیّت رسمی خود در تلویزیون، اولین برنامه خود را با نام «چرتکه» اجرا کرد. در سال ۱۳۸۶ اجرای برنامه را در رادیو برون مرزی صدای آشنا آغاز کرد. «ستاره‌چین شب‌های روشن» اوّلین برنامه او در رادیو صدای آشنا بود. او به علّت علاقه، گویندگی را در زمینه شعر و موسیقی و ادب دنبال کرده‌است. وی تاکنون موفق به دریافت چندین جایزه در زمینه گویندگی شده‌است.